# Stomphoekig sterrenkroos
Stomphoekig sterrenkroos (Callitriche obtusangula) is een overblijvende waterplant die behoort tot de weegbreefamilie (Plantaginaceae).
De plant komt van voor in West- en Zuid-Europa en in het Atlasgebied.
De soort komt vrij algemeen in Nederland voor, met name langs de kust.

## Kenmerken
De plant wordt 5 tot 60 cm hoog. De  bloemen bloeien van april tot in de herfst. De vrucht is een splitvrucht.
Stomphoekig sterrenkroos komt voor in ondiep stilstaand of zwak stromend voedselrijk water. De plant is aangepast aan tijdelijk droogvallen en is zouttolerant.
... · 
C. cophocarpa (Gekield sterrenkroos) · 
C. brutia (Haaksterrenkroos) · 
C.brutia var. hamulata (Gesteeld sterrenkroos) · 
C. hermaphroditica (Rond sterrenkroos) · 
C. obtusangula (Stomphoekig sterrenkroos) · 
C. palustris (Klein sterrenkroos) · 
C. platycarpa (Gewoon sterrenkroos) · 
C. stagnalis (Gevleugeld sterrenkroos) · 
C. truncata (Doorschijnend sterrenkroos) · 
...